# Суспільні фонди споживання
Суспі́льні фо́нди спожива́ння — частина фонду споживання суспільства, яка використовується для розвитку народної освіти, медичного обслуговування, виплати пенсій, стипендій та ряду інших послуг, що надаються населенню безкоштовно.
Відповідно до проекту закону про суспільну власність в Україні:[недоступне посилання з червня 2019]
Суспільні фонди споживання — цільові фонди, які є особливими об'єктами права суспільної власності, що утворюються відповідно до закону на загальнодержавному та/або територіальному рівнях, формуються за рахунок джерел, передбачених законом і забезпечують солідарну підтримку визначених законом верств населення та/або фінансування визначених законом видатків.
Суспільні фонди споживання утворюються з метою збереження, відновлення та розвитку суспільних ресурсів.
За цілями суспільні фонди споживання утворюються для:
1. реалізації ефективної природно-ресурсної політики, збереження, відновлення та розвитку суспільних ресурсів;
2. спільного задоволення потреб громадян України шляхом фінансування видатків за напрямами, визначеними законом;
3. спільного задоволення потреб членів окремої територіальної громади шляхом фінансування видатків за напрямами, визначеними законом та суспільним договором;

Суспільні фонди споживання є некомерційними самоврядними організаціями.
Суспільні фонди споживання не можуть займатися іншою діяльністю, крім тієї, для якої їх створено, та використовувати свої кошти на цілі, не пов'язані з цією діяльністю.
Кошти суспільних фондів споживання, утворених на загальнодержавному рівні, не включаються до складу державного бюджету.
Кошти суспільних фондів споживання, утворених на територіальному рівні, не включаються до складу місцевого бюджету.
Суспільні фонди споживання діють на підставі статутів, що затверджуються у порядку, визначеному законом.
Фонди загальнообов'язкового державного соціального страхування є суспільними фондами споживання, що утворюються і діють відповідно до законодавства про загальнообов'язкове державне соціальне страхування.
Суспільні фонди споживання утворюються за рахунок:
- обов'язкових страхових внесків осіб;
- плати за користування та/або відчуження об'єктів права суспільної власності;
- коштів державного бюджету та/або місцевих бюджетів;
- добровільних внесків;
- інших джерел, передбачених законом.

Умови та порядок формування і використання суспільних фондів споживання встановлюється законом.
Умови та порядок формування і використання територіальних суспільних фондів споживання, що формуються за рахунок плати за використання (відчуження) об'єктів права комунальної власності встановлюються законом та суспільним договором.
Управління суспільними фондами споживання здійснюється на основі рівного представництва сторін управління фондами.
Сторонами управління суспільними фондами споживання є:
1. об'єднання роботодавців на загальнодержавному рівні, об'єднання профспілок на загальнодержавному рівні, Кабінет Міністрів України, а також, якщо це передбачено законом та статутом фонду, об'єднання громадських організацій на загальнодержавному рівні — якщо фонд утворений на загальнодержавному рівні і формується за рахунок переважно обов'язкових страхових внесків осіб;
2. представники Верховної Ради України від опозиції, Президент України, Кабінет Міністрів України, а також, якщо це передбачено законом та статутом фонду, об'єднання громадських організацій на загальнодержавному рівні — якщо фонд утворений на загальнодержавному рівні і формується за рахунок переважно плати за користування та відчуження об'єктів права суспільної власності;
3. територіальна громада в особі об'єднань громадян, що діють в межах адміністративно-територіальної одиниці, представницький орган місцевого самоврядування, виконавчий орган місцевого самоврядування — якщо фонд утворений на територіальному рівні і формується за рахунок переважно плати за користування та відчуження об'єктів права комунальної власності.

Об'єднання громадських організацій на загальнодержавному рівні, що входять до складу органів управління суспільними фондами споживання, якщо це передбачено законом та статутами фондів, можуть мати статус громадських спостерігачів з правом накладення обмежень, визначених законом, щодо виконання окремих рішень органів управління суспільними фондами споживання.
Суспільні фонди споживання, якщо це передбачено законом та статутами фондів, можуть мати спільні інформаційно-технічні системи обліку об'єктів права суспільної власності, системи обліку наданих громадянам та використаних ними прав щодо отримання забезпечення за громадянським мінімумом, а також інші інформаційно-технічні системи, необхідні для виконання фондами повноважень, передбачених законом.
Суспільні фонди споживання, якщо це передбачено законом та статутами фондів, можуть мати спільні (об'єднані) виконавчі, контролюючі та наглядові органи, необхідні для здійснення фондами повноважень, передбачених законом.
Структура та склад органів управління суспільних фондів споживання, а також умови і порядок представництва сторін управління та їх повноваження, в тому числі структура, склад, умови, порядок представництва та повноваження громадських спостерігачів визначаються законом та статутами фондів.